# La vendedora de fósforos (película de 2018)
La vendedora de fósforos es una película argentina de 2018 escrita y dirigida por Alejo Moguillansky.

## Reparto
- María Villar como Marie.
- Walter Jakob como Walter.
- Margarita Fernández como sí misma.
- Helmut Lachenmann como sí mismo.
- Cleo Moguillansky como Cleo.
- Martín Bauer como sí mismo.

## Sinopsis
La vendedora de fósforos de Andersen, el burro de Bresson, la relación entre un guerrillero alemán y una pianista argentina, y Helmut Lachenmann tratando de montar una ópera con la orquesta del Teatro Colón en huelga. Marie y Walter intentarán con su hija vivir en el medio de todo eso.

## Recepción

### Crítica
Según Todas Las Críticas, sitio que recopila reseñas de críticos especializados, la película obtuvo una calificación de 81/100 cuyo promedio se deriva de 22 críticas, de las cuales el 100% fueron positivas.